# Ивановка (Петровская поселковая община)
Ива́новка (укр. Іванівка) — село в Петровской поселковой общине Александрийского района Кировоградской области Украины.
До 2020 года входило в Петровский район
Население по переписи 2001 года составляло 291 человек. Телефонный код — 5237. Код КОАТУУ — 3524982501.